# Kaugonių apylinkės
Kaugonių apylinkės este o arie protejată (sit de importanță comunitară — SCI) din Lituania întinsă pe o suprafață de 571,69 ha, integral pe uscat.

## Localizare
Centrul sitului Kaugonių apylinkės este situat la coordonatele 54°50′30″N 24°45′01″E / 54.8416°N 24.7502°E.

## Înființare
Situl Kaugonių apylinkės a fost declarat sit de importanță comunitară în noiembrie 2022 pentru a proteja un număr necunoscut de specii din flora spontană și fauna sălbatică aflate în arealul zonei.

## Biodiversitate
Situată în ecoregiunea boreală, aria protejată conține 4 habitate naturale: Taiga vestică, Păduri caducifoliate bătrâne naturale hemiboreale fino-scandinave (Quercus, Tilia, Acer, Fraxinus sau Ulmus) bogate în specii epifite, Păduri caducifoliate de mlaștină fino-scandinave, Mlaștini împădurite.
La baza desemnării sitului se află un număr nedeclarat de specii protejate.
Pe lângă speciile protejate, pe teritoriul sitului au mai fost identificate 1 specie de păsări.